# (5100) Pasachoff
(5100) Pasachoff (1985 GW) – planetoida z pasa głównego asteroid okrążająca Słońce w ciągu 3 lat i 324 dni w średniej odległości 2,47 j.a. Została odkryta 15 kwietnia 1985 roku.